# Hallelujah, I'm a Bum
Hallelujah, I'm a Bum is een Amerikaanse muziekfilm uit 1933 onder regie van Lewis Milestone. De film werd destijds uitgebracht onder de titel Hoera, ik ben een zwerver.

## Verhaal
Gedurende de Grote Depressie leeft de gelukkige zwerver Bumper in Central Park in New York. Wanneer de maîtresse van de burgemeester zelfmoord wil plegen door in een meer te springen, wordt ze door hem gered. De minnares heeft geheugenverlies en wordt verliefd op Bumper. Hij besluit zijn zwerversbestaan op te geven en een huis en een baan te nemen. Dan wil de burgemeester zijn maîtresse echter terug.

## Rolverdeling
| Acteur           | Personage                      |
| ---------------- | ------------------------------ |
| Al Jolson        | Bumper                         |
| Madge Evans      | June Marcher                   |
| Frank Morgan     | Burgemeester John Hastings     |
| Harry Langdon    | Egghead                        |
| Chester Conklin  | Sunday                         |
| Tyler Brooke     | Secretaris van de burgemeester |
| Tammany Young    | Orlando                        |
| Bert Roach       | John                           |
| Edgar Connor     | Acorn                          |
| Dorothea Wolbert | Apple Mary                     |
| Louise Carver    | Ma Sunday                      |